# Ład korporacyjny
Ład korporacyjny lub władztwo korporacyjne lub nadzór korporacyjny (ang. corporate governance) – pojęcie to należy rozpatrywać w trzech różnych, ale ściśle ze sobą powiązanych aspektach.
1. W podstawowym sensie ład korporacyjny to zasady oraz normy odnoszące się do szeroko rozumianego zarządzania organizacją.
2. Ład korporacyjny można także rozumieć jako podjęte w ostatnim czasie inicjatywy, opracowania i wdrożenia reguł (zasad) dobrych praktyk w organizacjach sektora prywatnego i publicznego, a w szczególności w spółkach publicznych.
3. W innym sensie pojęcie ładu korporacyjnego odnosi się do konkretnej organizacji (spółki w szczególności) i obejmuje zindywidualizowane zasady zarządzania i nadzoru oraz relacje między fundatorami (w tym akcjonariuszami) w związku z uczestnictwem (udziałem) w danej organizacji (spółce).

## Anglojęzyczne definicje pojęcia „corporate governance”
„Broadly speaking corporate governance generally refers to the processes by which organizations are directed, controlled, and held to account” (Australian National Audit Office, Discussion Paper, Corporate Governance in Commonwealth Authorities and Companies, 1999).
– W szerokim ujęciu, ład korporacyjny nawiązuje do procesów, poprzez które organizacje są ukierunkowywane, regulowane i rozliczane.
- „Corporate governance is the system by which companies are directed and controlled.”[3]

– Ład korporacyjny to system, za pomocą którego firmy są kierowane i sterowane.
- „Corporate governance deals with the ways in which suppliers of finance to corporations assure themselves of getting a return on their investment”[4].

– Ład korporacyjny określa zwyczaje, które zapewniają dostawcom kapitału dla firm pewność zwrotu poniesionych inwestycji.
- „Corporate governance mechanisms are economic and legal institutions that can be altered through political process.”[4]

– Mechanizmy ładu korporacyjnego to instytucje prawno-ekonomiczne, które mogą być zmieniane poprzez procesy polityczne.
- „...I define corporate governance as the complex set of constraints that shape the ex-post bargaining over the quasi-rents generated by a firm”[5].

– ...Definiuję ład korporacyjny jako złożony zbiór więzów, który kształtuje negocjacje po fakcie nad quasi-rentami generowanymi przez firmę.
- „Corporate governance...refers to...institutions that take care of the conflict between the interest of investors to get the „warranted” return on their invested funds and the interest of „managers” to exert control over the use of those funds with as little interference from investors as possible.”[6]

– ...Ład korporacyjny odnosi się do... instytucji zajmujących się konfliktem między interesami inwestorów pragnących otrzymać „gwarantowany” zwrot zainwestowanych funduszy oraz interesami „menedżerów”, którzy chcą zwiększyć kontrolę nad użyciem tych funduszy przy jak najmniejszym możliwym udziale inwestorów.
- „...we therefore, argue that the market-based corporate governance approach should not only be broadened to include the problem of owner-controlled firms and large block holders, but should be generalized to model of multilateral negotiations and influence-seeking among a number of different stakeholders”[7].

– ... dlatego też uważamy, że władztwo korporacyjne ukierunkowane na rynek nie tylko powinno być rozciągnięte na problem przedsiębiorstw kontrolowanych przez właścicieli i posiadaczy dużych pakietów akcji, ale że powinno również być uogólnione do modelu wielostronnych negocjacji i poszukiwania wpływów między wieloma różnymi Interesariuszami.
- „Corporate governance is concerned with minimizing the transaction costs of running firms”[8].

– Władztwo korporacyjne zajmuje się minimalizowaniem kosztów transakcyjnych zarządzania przedsiębiorstwem.

## Modele nadzoru korporacyjnego
Według J. Weinera i J. Pape, można wyróżnić cztery główne typy nadzoru korporacyjnego: anglosaski, niemiecki, łaciński i japoński.

## Ład korporacyjny dla spółek notowanych na Giełdzie Papierów Wartościowych w Warszawie
Giełda Papierów Wartościowych w Warszawie dla emitentów akcji dopuszczonych do obrotu na rynku regulowanym GPW przygotowała własny zbiór zasad ładu korporacyjnego oraz reguł postępowania mających wpływ na kształtowanie relacji spółek giełdowych jako Dobre Praktyki Spółek Notowanych na GPW 2016.

## Rating nadzoru właścicielskiego
Rating nadzoru właścicielskiego (ang. corporate governance rating) to ocena spółek (najczęściej notowanych na rynku giełdowym) pod kątem przestrzegania przez nie ładu korporacyjnego. Zgodnie z wynikami badań empirycznych, w tym między innymi G. Kevin Spellman i Roberta Watsona, wysoka ocena (rating) nadzoru właścicielskiego spółki jest pozytywnie skorelowana z jej wynikami finansowymi i polityką dywidendową. Stąd też ratingi (oceny) nadzoru właścicielskiego są wykorzystywane dziś przede wszystkim przez firmy zarządzające aktywami, w tym najczęściej przez fundusze emerytalne i inwestycyjne.
W Polsce z usług agencji oceniających nadzór właścicielski korzysta między innymi PTE PZU, które wspiera swoje decyzje dotyczące wykonywania nadzoru właścicielskiego w spółkach, w których lokowane są aktywa funduszu na rekomendacjach przygotowywanych przez Institutional Shareholder Services, Inc. (ISS).
Na świecie największą agencją ratingową oceniającą ład korporacyjny jest Governance Metrics International, która połączyła się z agencją Corporate Library w 2010 roku. W Polsce ocenę nadzoru właścicielskiego publikowało dla wybranych spółek po raz pierwszy Polskie Forum Corporate Governance w latach 2001–2005. Od 2011 roku ocenę nadzoru właścicielskiego – rating PINK – oraz raporty analityczne z zakresu ładu korporacyjnego oferuje Polski Instytut Nadzoru Korporacyjnego.